# Ионов, Борис Дмитриевич
Борис Дмитриевич Ионов (1903—1976) — ректор Московского лесного института, участник Великой Отечественной войны и обороны Ленинграда.

## Биография
Б. Д. Ионов родился 22 марта 1903 года в городе Москва в семье ломового извозчика.
Борис Дмитриевич, окончив среднюю школу, поступил в Московский лесотехнический институт, однако получил высшее образование уже в Ленинграде. В 1926 году после окончания института он служил в Красной армии в течение года, а после этого трудился в Госплане научным сотрудником, Леспроме ВСНХ СССР — инженером, Фанеродвинолесе — старшим специалистом, НИИ древесины — старшим научным сотрудником секции сухопутного транспорта, Центральном Научно-исследовательском и Проектно-конструкторском институте механизации и энергетики лесной промышленности (ЦНИИМЭ) — старшим научным сотрудником, руководителем группы. Ионов переводил статьи из американских журналов по лесоустройству и механизации лесоразработок, а также занимался конной и тракторной трелёвкой.
В 1940 году Борис Дмитриевич защитил кандидатскую диссертацию.
В годы Великой Отечественной войны он работал в ЦНИИМЭ в составе бригады инженеров, командированных на строительство дорог и лесных завалов на подступах к Москве. В 1943 году за успешно выполненное задание всех членов бригады наградили орденом Красной Звезды. Также Борис Дмитриевич воевал на Волховском фронте.
В 1943 году приказом наркома лесной промышленности Борис Дмитриевич был назначен исполняющим обязанности директора Московского лесотехнического института.
Он занимался не только учебно-методической работой, но и научной деятельностью.
Б. Д. Ионов умер в 1976 году.

## Основные работы
- Тракторная трелевка. По материалам «ЦНИИМЭ». — М : Гослестехиздат, 1941.
- Дорожно-строительные машины.  - М : Лесная промышленность, 1971.
- Тракторная вывозка лесоматериалов на неокованных крестьянских санях.  - М ; Ленинград : Огиз - Гос. науч.-техн. изд-во, 1931.
- Тракторная трелевка арочными агрегатами.  - М : тип. газ. "За индустриализацию", 1937.
- Тракторная трелевка на пэнах, подсанках и волоком. М : тип. газ. "За индустриализацию", 1937.

## Награды
- Орден Красной Звезды[3]
- Медаль "За оборону Ленинграда"